# Prosthenorchis lemuri
Prosthenorchis lemuri är en hakmaskart som beskrevs av Machado 1950. Prosthenorchis lemuri ingår i släktet Prosthenorchis och familjen Oligacanthorhynchidae. Inga underarter finns listade i Catalogue of Life.